# 霍施托克山
46°24′23″N 7°57′49″E / 46.40639°N 7.96361°E

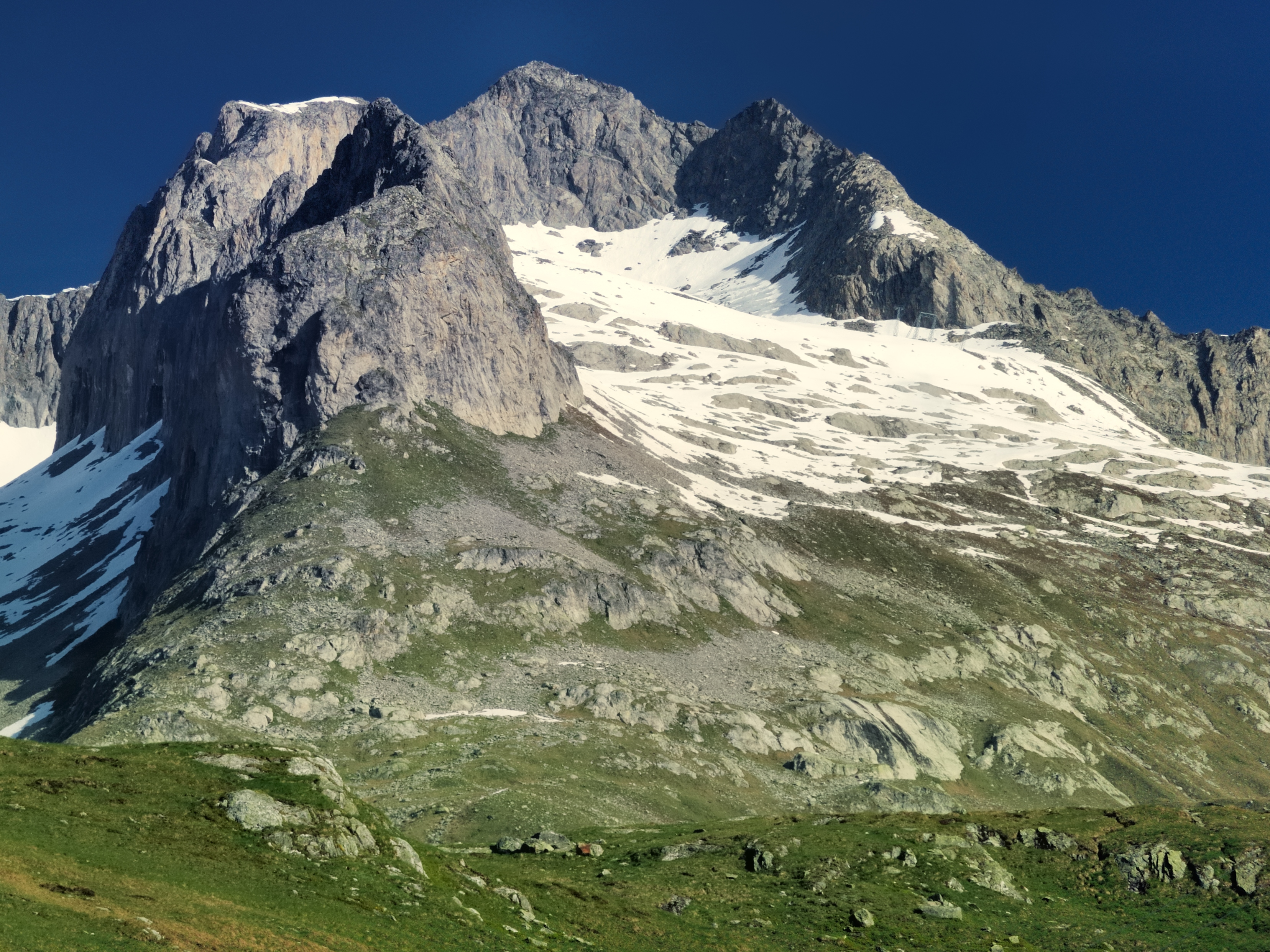

霍施托克山（德語：Hohstock）是瑞士瓦萊州的山峰，位於該國南部，屬於伯尔尼山的一部分，海拔高度3,226米，每年平均降雨量2,221毫米。

## 外部連結
- Hohstock on Hikr （页面存档备份，存于）